# Juliane Giovane

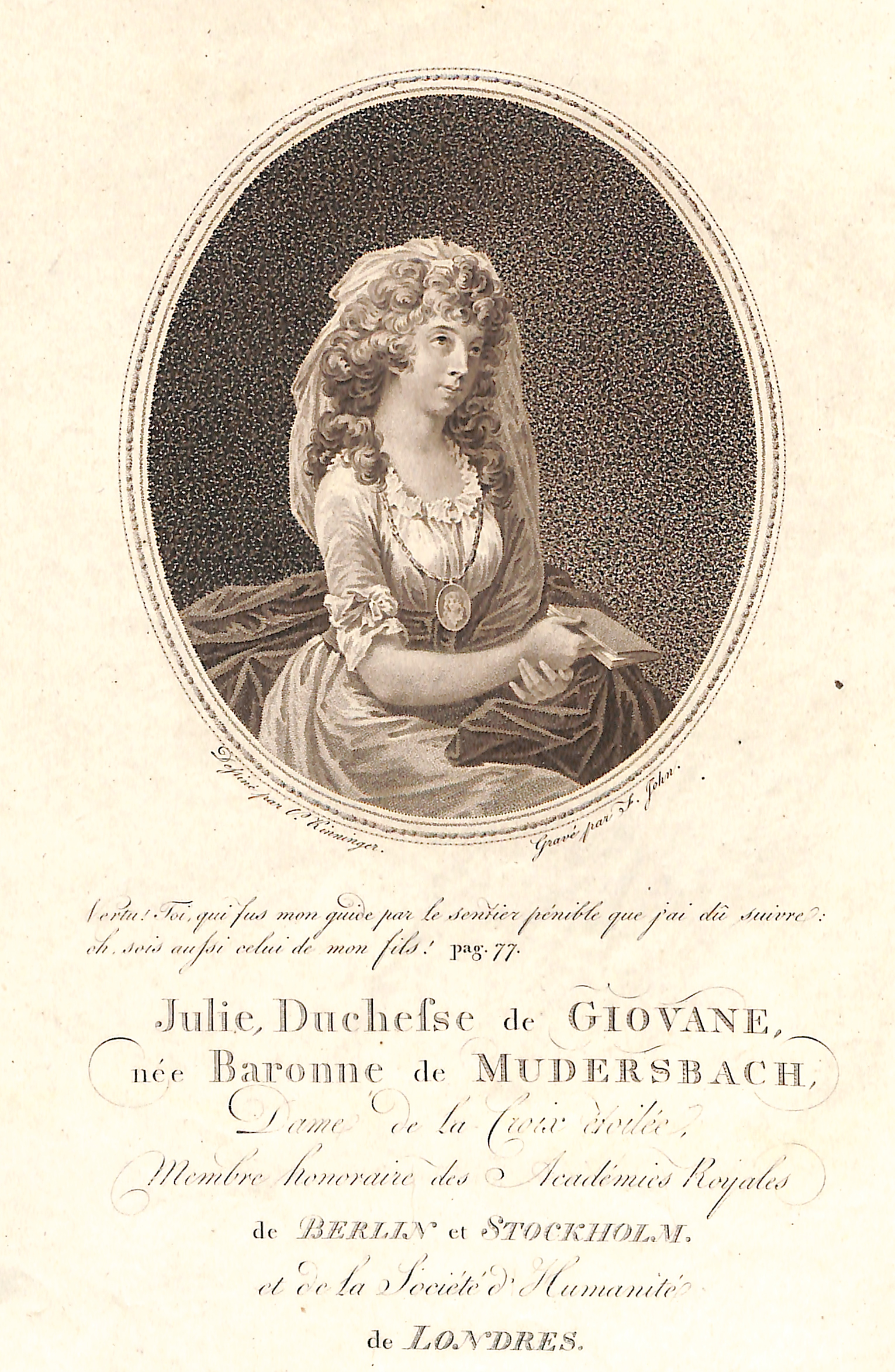
Julie Duchesse de Giovane
(Stich von S. John nach einem Bild von V. Kinninger, 1800)

Herzogin Juliane Giovane di Girasole (geboren 21. Dezember 1766 in Würzburg; gestorben im August 1805 in Ofen, Kaisertum Österreich; auch: Duchessa Giuliana Giovene di Girasole, geborene Reichsfreiin Juliane von Mudersbach-Redwitz und andere Schreibweisen) war eine deutsche Schriftstellerin und Hofdame in der Zeit der Aufklärung. Warum sie mit ihren Schriften ab 1791 ihren Familiennamen als Giovane statt Giovene einbürgerte, ist nicht bekannt.

## Leben
Reichsfreiin Juliane von Mudersbach wurde in einer mit Fürstbischof Philipp von Schönborn verwandten Familie des fränkischen Kleinadels in Würzburg in der Augustinergasse 11 geboren. Schon im Alter von dreizehn Jahren habe sie, mit ihrer Schwester bei ihrer verwitweten Mutter lebend, mit dem neapolitanischen Abbé Vitale, der sich in Würzburg bei Franz Oberthür aufhielt, Italienisch wie eine Florentinerin gesprochen. Sie war bereits in ihrer Jugend an der Herausgabe der kurzlebigen deutschen Frauenzeitschrift „Pomona für Teutschlands Töchter“ (1783/84) der Sophie von La Roche beteiligt. Gefördert wurde sie von dem älteren Freund der Mutter, Karl Theodor von Dalberg, der für ihre Mitgift sorgen musste, und mit dem sie später ein Buch herausgab.
In einer Procura-Trauung heiratete sie am 18. April 1786 in der Würzburger Michaelskirche den zehn Jahre älteren Duca Nicola Giovene di Girasole – sein Stellvertreter war Baron von Eberstein – und zog zu ihm nach Süditalien. Herzog Nicola Giovene heiratete 1805 nach ihrem Tode erneut, er starb 1820. Der Sohn Carlo wurde am 30. April 1787 geboren, Königin Maria Carolina war Taufpatin, die Tochter Elisabetta starb im Kindesalter. Herzog Carlo Giovene starb im Jahr 1849, sein Urenkel war Andrea Giovene.
Am neapolitanischen Hofe der Bourbonen wurde sie Hofdame der Königin Maria Carolina aus dem Hause Habsburg-Lothringen.

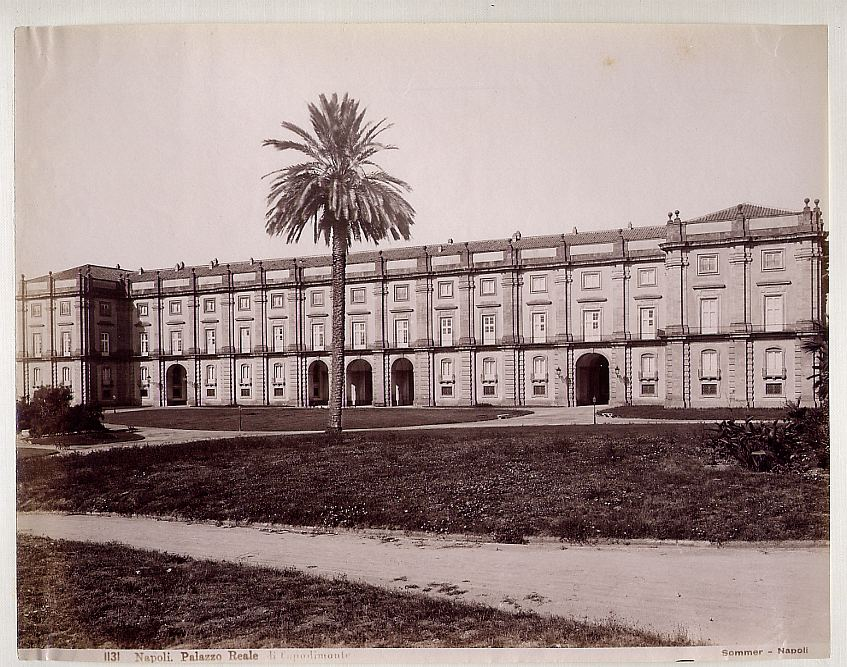
Die Duchessa Giovane di Girasole empfing Goethe in einer kleinen Wohnung oben im Schloss Capodimonte

Johann Wolfgang von Goethe befand sich auf seiner Italienischen Reise und hatte auf der Rückreise von Sizilien wieder in Neapel Station gemacht. Er wurde von ihr am 2. Juni 1787 in ihrer Wohnung im Schloss von Capodimonte empfangen. Die „wohlgestaltete junge Dame von sehr zarter und sittlicher Unterhaltung“ führte mit ihm ein gelehrtes Gespräch über Johann Gottfried Herder, Christian Garve und die deutschen Schriftstellerinnen und suchte bei ihm Bestätigung ihrer literarischen Ambitionen. Am Abend besahen sie vom Fenster aus das Spektakel des Vesuv-Ausbruchs. Auch Herder machte ihr auf seiner Grand Tour seine Aufwartung und schrieb darüber am 2. Februar 1789 an seine Frau Karoline. Giovane sammelte am Vesuv Mineralien und verfasste eine kleine Abhandlung der Oryktognosie.
Nach bitteren Erfahrungen in ihrer Ehe und der Trennung von ihrem Ehemann („rozzo et brutale“) 1790 ging sie nach Wien und trug weiterhin den Titel und Namen einer Herzogin Giovane. Sohn Carlo blieb in Neapel, sie widmete ihm 1796 ihre Schrift Idèes sur la maniére de rendre les voyage des jeunes gens....
Mit ihren Schriften zur Erziehung machte sie sich einen Namen und fand am Wiener Hof 1795 eine Anstellung als Obristhofmeisterin und Erzieherin im Hofstaat der Erzherzogin Marie Louise, der Enkelin ihrer neapolitanischen Gönnerin Maria Karolina. Zwischen 1800 und 1804 lebte sie in Wien bei Josefine Deym. Wegen ihrer schlechten Gesundheit zog sie  mit ihrer Gesellschafterin Gräfin Révay nach Buda, wo sie im Hause der Familie Brunszvik 1805 verstarb.
In ihren Schriften nahm sie Fragestellungen der Aufklärung auf, so in der Beantwortung der Preisfrage: „Welche dauerhafte Mittel gibt es, die Menschen ohne äußerliche Gewalt zum Guten zu führen?“ (1785): 1) „Bewahrung vor falschen Begriffen über das Sittlichgute“, 2) „Bekanntmachung der wahren Begriffe“, 3) „Erleichterung der Ausführung des Guten“. In ihrer Antwort sind „Erziehung, Religion und Regierung“ die drei Mächte, durch welche diese Mittel in Anwendung gebracht werden können. Sie übersetzte Salomon Gessners „Idyllen“ ins Italienische (Würzburg 1785) und versuchte sich selbst in seinem Stil mit einem Gedicht nach Ovid.
Giovane war Trägerin des Sternkreuzordens. Am 16. Januar 1794 wurde die Entscheidung des preußischen Königs über ihre Aufnahme in die Königlich-Preußische Akademie der Wissenschaften bekanntgegeben, sie war dort das zweite weibliche Mitglied und blieb dies für die nächsten einhundert Jahre. Vorher war sie bereits Ehrenmitglied der Königlich Schwedischen Akademie der Wissenschaften in Stockholm geworden.

## Biografie
Der junge Benedetto Croce hat 1887 einen kleinen Artikel über die „Figurine Goethiana“ in der Rassegna Pugliese, die in Trani herausgegeben wurde, verfasst. Ludwig Pollak hat 1932 seinen kleinen Aufsatz über die Duchessa in einem in Rom auf Deutsch und auf Italienisch erschienenen Privatdruck veröffentlicht.

## Werke
- Abhandlung über die Frage: Welche dauerhafte Mittel giebt es, die Menschen ohne äußerliche Gewalt zum Guten zu führen. 1785 Digitalisat bei Bayerische Staatsbibliothek
- Lettres sur l’education des princesses. Joseph Stahel, Wien 1791 [Rezension]
- Lettera di una dama sul codice delle leggi di S. Leucio. Wien 1793 (über Leucius von Brindisi). Zuerst Neapel 1789 (1790)
- Gesammelte Schriften der Frau Herzoginn Julie von Giovane gebornen Reichsfreyinn von Mudersbach, Sternkreuz-Ordensdame, Ehrenmitgliedes der K. Akademie der Schönen Wissenschaftern, Künste und Alterthümer zu Stockholm, hrsg. von Joseph Edler von Retzer, Gedruckt bey Ignaz Alberti, k. k. privil. Buchdrucker, Wien 1793
- Die vier Weltalter : Nach dem Ovid in vier Styken ; Auf die Aufhebung der Leibeigenschaft in Böhmen. Wien 1793 (zuerst 1783/1784, siehe die Angaben bei Croce, La Duchessa Giovane)
- Idèes sur la maniére de rendre les voyage des jeunes gens utils à leur propre culture...  1796
- Plan pour faire servir les voyages a la culture des jeunes gens qui se vouent au service de l’etat dans la carriere politique, accompagne d’un precis historique de l’usage de voyager (etc.), Impr. Alberti, Wien 1797
- De l'influence des sciences et des beaux-arts sur la tranquilité publique. zusammen mit Karl Theodor von Dalberg und Ludovico di Breme, Bodoni, Parma 1802
- Table d'observations statistiques et politiques, d'après l'état actuel c. 1794–1805 des nations civilisées. Alberti, Wien o. J.